# 萨兰托大学
萨兰托大学（義大利語：Università del Salento，2007年之前名为莱切大学(Università degli Studi di Lecce ) 是一所位于意大利莱切的一所大学。它由Giuseppe Codacci Pisanelli于1955年创立。
萨兰托大学于1955-1956学年开始在“萨兰托大学理事会”下开展活动。 1960年，该大学更名为“莱切自由大学”，并于1967-1968学年交由政府管理
自2005年起，萨兰托大学成为欧洲-地中海气候变化中心 (Euro-Mediterranean Center on Climate Change ，CMCC)的合作伙伴。
根据2015年发布的泰晤士高等教育世界大学排名，萨兰托大学在世界顶尖大学中排名 251-275 位，在意大利排名第五。 2018年，根据泰晤士高等教育世界大学排名，萨兰托大学排名 501-600 位。 

## 组织与项目
该大学分为8个院系，提供以下课程：

### 人文与社会科学系
- 学士学位课程：
  - 生物学
  - 生物技术
  - 环境科学与技术
  - 葡萄栽培和酿酒学[4]
  - 运动与运动科学
  - 气候变化下的可持续发展 （页面存档备份，存于）
  - 护理
- 硕士课程：
  - 实验与应用生物学
  - 沿海和海洋生物学和生态学（英语授课）
  - 环境科学
  - 医学生物技术和纳米生物技术
  - 预防和适应性体育活动的科学和技术 （页面存档备份，存于）
- 独特周期硕士学位
  - 医学和外科

### 文化遗产系
- 学士学位课程：
  - 文化遗产
  - 表演艺术和音乐学科
- 硕士课程：
  - 考古学
  - 艺术史
  - 表演艺术和视听制作科学 （页面存档备份，存于）
  - 数字人文学科 （页面存档备份，存于）（英语授课）

### 经济科学系
- 学士学位课程：
  - 商业经济学
  - 经济与金融
  - 旅游组织管理
  - 数字化管理
- 硕士课程：
  - 商业管理
  - 经济、金融和保险
  - 旅游和文化实体管理

### 生物与环境科学与技术系
- 学士学位课程：
  - 政治学与国际关系
  - 心理科学与技术
  - 社会服务
  - 社会学
  - 社会文化教育家
- 硕士课程：
  - 教育咨询和教育过程规划
  - 社会政策与服务的规划与管理
  - 小学教育科学（五年）
  - 心理干预方法
  - 地缘政治与国际研究
  - 社会学与社会研究

### 人文学科
- 学士学位课程：
  - 传播科学
  - 外国语言,文化和文学
  - 文学
  - 哲学
  - 语言调解
- 硕士课程：
  - 古典文学
  - 现代文学
  - 现代语言、文学和翻译
  - 哲学科学
  - 公共、经济和机构沟通
  - 技术翻译和口译

### 创新工程系
- 学士学位课程：
  - 土木工程
  - 工业工程（Cittadella della ricerca 校区）
  - 工业工程（Ecotekne校区）
  - 信息工程
  - 生物医学工程 （页面存档备份，存于）
  - 可持续工业工程 （页面存档备份，存于）
- 硕士课程：
  - 航空航天工程 （页面存档备份，存于）（英语授课）
  - 土木工程 （页面存档备份，存于）
  - 通信工程与电子技术 （页面存档备份，存于）（英文授课）
  - 计算机工程 （页面存档备份，存于）（英语授课）
  - 管理工程 （页面存档备份，存于）（英语授课）
  - 材料工程与纳米技术 （页面存档备份，存于）（英语授课）
  - 机械工业 （页面存档备份，存于）

### 法学系
- 学士学位
  - 体育法与管理
- 硕士
  - 欧洲-地中海移民政策和治理
- 独特周期硕士学位
  - 法律 （页面存档备份，存于）（五年）

- 学士学位课程：
  - 数学
  - 光学与验光学
  - 物理
- 硕士课程：
  - 数学
  - 物理

## 体育、俱乐部和传统
大学体育中心（意大利语：Centro Universitario Sportivo - CUS）为萨兰托大学注册学生提供所有体育活动。
所有课程均由合格且获得国家认证的教练授课，涵盖各种学科，体操、排球、篮球、有氧运动、时髦、网球、击剑、拉丁美洲舞蹈、游泳、水上健身、健身、踏板操和呼吸训练等各种项目。
健美操在Via Vincenzo Cuoco的"Mario Stasi "体育中心进行，此外还与当地的游泳池签订了协议。
CUS每年都会参加意大利大学生运动会，并且每年都会出现在全国大学生冠军名单上，展现出很高的参与水平。除此之外，还组织一系列比赛，包括个人赛期末锦标赛和le Cussiardi比赛。
学生会员还可以参加与C.U.S.I 签订协议的冬令营和夏令营。可以在以下地点进行高山滑雪、跳台滑雪、单板滑雪和雕刻滑雪：Fai della Pagnella（田纳西州）、Folgaria（田纳西州）和 Valzodana（比利时）；可以在Muravera（加利福尼亚州）、Terasini（宾夕法尼亚州）和San Cristoforo- Lake Caldonazzo（田纳西州）进行帆板运动、独木舟运动和水下课程。

## 详见
- 莱切
- 意大利大学列表
- 萨兰托